# Marinestützpunkt Kiel
Der Marinestützpunkt Kiel befindet sich in Schleswig-Holstein in der Küstenstadt Kiel im Stadtteil Wik.

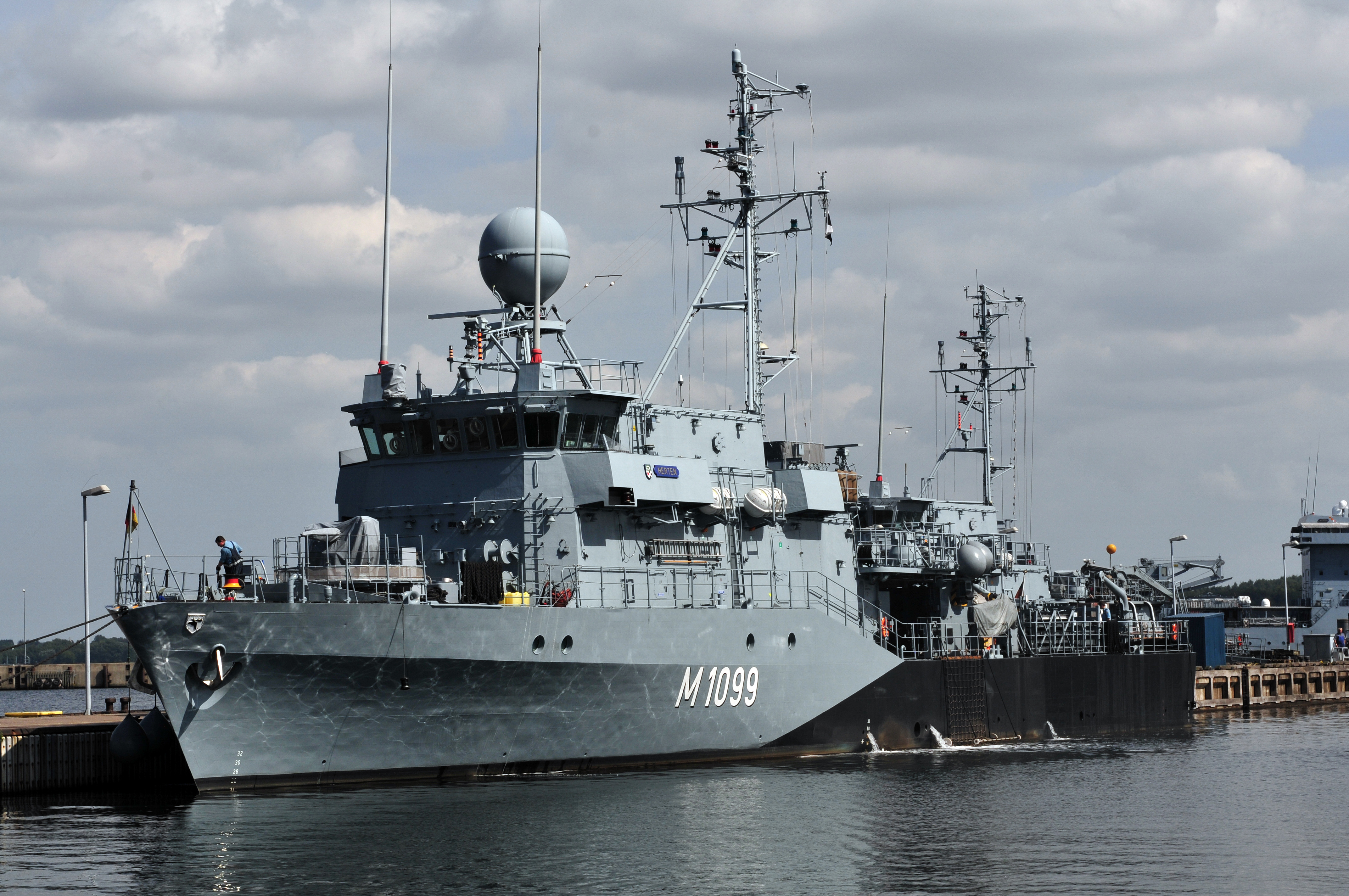
M1099 Herten, Minenjagdboot der Kulmbach-Klasse, im Kieler Hafen

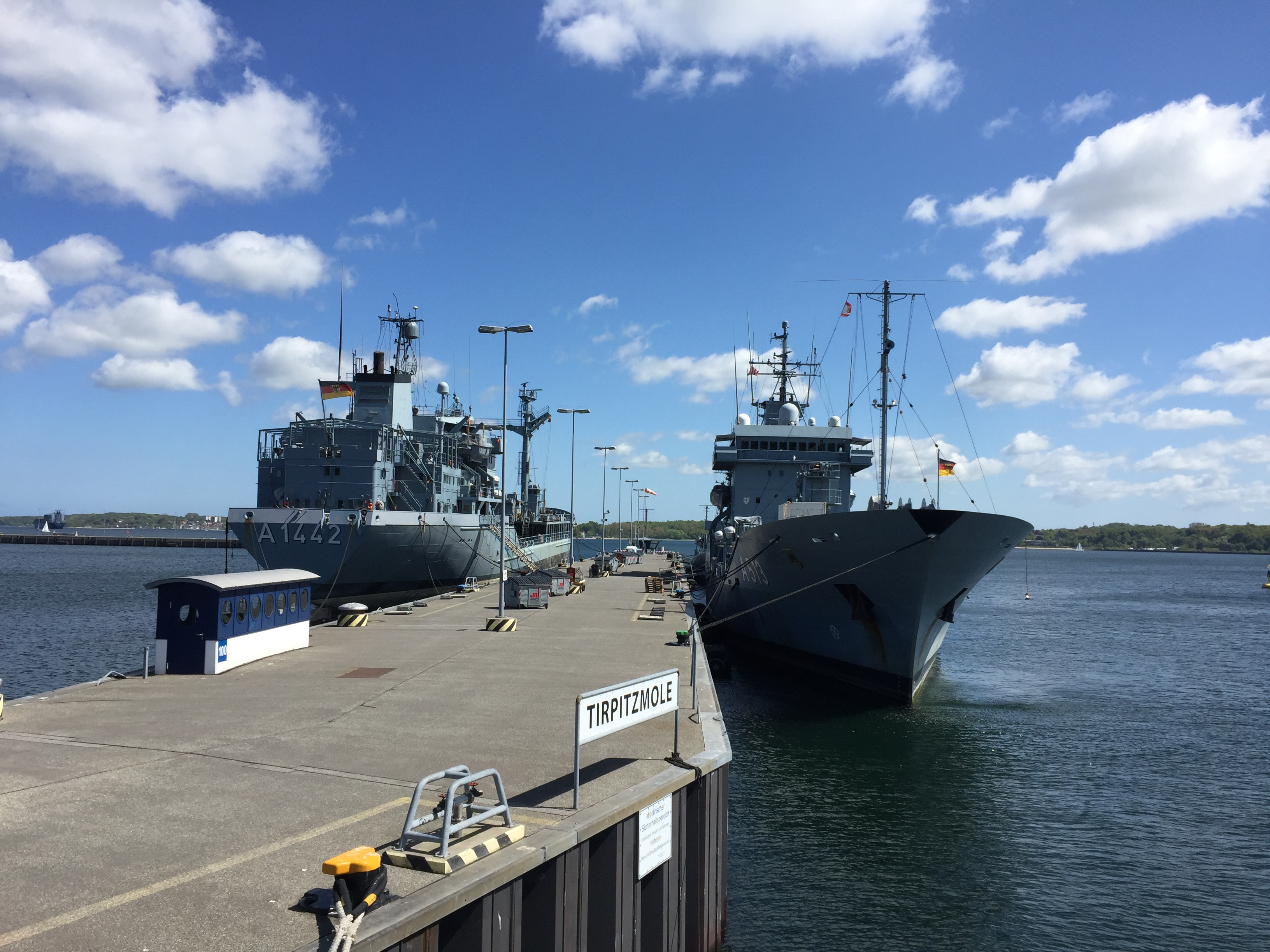
A1442 Spessart und A513 Rhein an der Gorch-Fock-Mole, vormals Tirpitzmole

## Dienststellen
Der Marinestützpunkt Kiel-Wik beheimatet zahlreiche Dienststellen und Teile der Deutschen Marine sowie anderer Behörden.  Sein Hafen hieß vor 2021 Tirpitzhafen. 
Der Marineinspekteur Schönbach ordnete im April 2021 folgende Umbenennungen an: 
- der Hafen heißt Marinestützpunkt Kiel-Wik
- die Gorch-Fock-Mole hieß früher Tirpitzmole
- die Oskar-Kusch-Mole hieß früher Scheermole[1]

Marine
- Einsatzflottille 1
- Deutscher Anteil Centre of Excellence for Operations in Confined and Shallow Waters
- Marinestützpunktkommando Kiel
- 3. Minensuchgeschwader
- Unterstützungsgeschwader
- Segelschulschiff Gorch Fock

Zentraler Sanitätsdienst der Bundeswehr
- Sanitätsunterstützungszentrum (SanUstgZ) Kiel

Streitkräftebasis
- Marinemusikkorps Kiel
- Landeskommando Schleswig-Holstein
- 4./Feldjägerregiment 1

Bundesamt für Infrastruktur, Umweltschutz und Dienstleistungen der Bundeswehr
- Bundeswehrfeuerwehr Marinestützpunkt Kiel

Liegenschaft Warnemünder Straße 22
- Bundeswehr-Dienstleistungszentrum

Kaserne Feldstraße
- Kompetenzzentrum Baumanagement

weitere Dienststellen
Liegenschaft Rostocker Straße 2
- Karrierecenter der Bundeswehr